# Faul & Wad
Faul & Wad, ehemals Faul & Wad Ad, ist ein französisches DJ-Duo aus Paris. Bekannt wurden sie 2013 durch das Deep-House-Instrumentalstück Changes.

## Biografie
Die beiden DJs wurden schon in der Schule Freunde, sie begannen als Faul & Wad Ad gemeinsam Musik zu produzieren und setzten das auch in ihrer Studienzeit fort. 2013 nahmen sie sich ein Kinderchor-Sample aus dem Song Baby des australischen Dance-Duos Pnau vor und machten daraus ihren Titel Changes, den sie im Mai 2013 im Internet einstellten. Als im Herbst das französische Duo Klingande mit ihrer Deep-House-Saxophon-Nummer Jubel in den deutschsprachigen Ländern bis auf Platz eins der Charts stiegen, wurde man auch auf Faul & Wad Ad aufmerksam und die Zugriffszahlen bei YouTube wurden siebenstellig. Als Changes am 22. November dann als Download veröffentlicht wurde, war das Video bereits knapp 3,5 Millionen Mal aufgerufen worden. Es stieg sofort in die deutschen Charts ein und kletterte innerhalb von vier Wochen auf Platz eins der Singlecharts und in vielen weiteren Ländern in die Top 10. Die Single erreichte unter anderem in der Schweiz, Deutschland und Großbritannien Platinstatus.
Nach dem Erfolg wurde es ruhig um das Duo. Erst ab 2017 erfolgten wieder vermehrt Veröffentlichungen unter dem verkürzten Namen Faul & Wad. Ende Februar 2025 erschien das Album Therapy.

## Mitglieder
- Faul (eigentlich Maxime Pierre Le Dû)
- Wad (ehemals Wad Ad; eigentlich Camil Meyer)

## Diskografie
Album
- Therapy (2025)

Lieder
- Changes (Faul & Wad Ad versus Pnau, 2013)
- Something New (Club Mix, 2014)
- I Need You (2017)
- Wild Love (2018)
- Lucky Star (Faul & Wad vs. Superfunk featuring Ron Carroll, 2019)
- Oye como va (2020)
- Running Up That Hill (featuring Ellevator, 2022)
- The Way You Lie (featuring Dubdogz, 2023)
- Waterfall (2023)
- What Are You Waiting For? (featuring James Hersey, 2024)
- Heartbeat (featuring Florezca, 2024)
- Flores blancas (featuring 4Rain & Anlly Marín, 2025)